# Джада Стівенс
Джада Стівенс (англ. Jada Stevens, ім'я при народженні — Кандіс Джексон (англ. Candace Jackson); нар. 4 червня 1988, Шельвіль, Джорджія, США) — американська порноакторка і модель.

## Раннє життя
Джада народилася в місті Шельвіль, Джорджія, але незабаром її родина переїхала до Атланти, штат Джорджія, США. Джада перепробувала багато професій, але успіх прийшов, коли вона, як і більшість порноакторок, працювала стриптизеркою в одному із закладів Атланти. Саме там її помітили і оцінили. Пропозицію зніматися в індустрії розваг для дорослих дівчина прийняла не роздумуючи. Її приваблювали світова слава і можливість добре заробити.

## Кар'єра в порнофільмах
Свій перший порнодебют Джада виконала у 2008 році, з'явившись у відвертих зйомках на великих сайтах для дорослих, таких як Bang Bros. Але справжня популярність прийшла до акторки у 2010 році, коли вона почала працювати на декількох великих порностудіях в Лос-Анджелесі (Black Market, Hundies і Cherry Boxxx.). Бере участь в порнороликах різних жанрів: лесбі, анального, групового. Джада знімається як з чоловіками, так і з жінками. Вона також є любителькою міжрасового сексу.

## Цікаві факти
- Джада Стівенс любить експериментувати зі своєю зовнішністю: на початку кар'єри вона була блондинкою, потім стала брюнеткою.
- Акторка має пірсинг у пупку і кліторі.
- У дівчини є татуювання — «Hello Kitty» на щиколотці і китайський символ, що означає «німфоманка», на потилиці.

## Премії та номінації

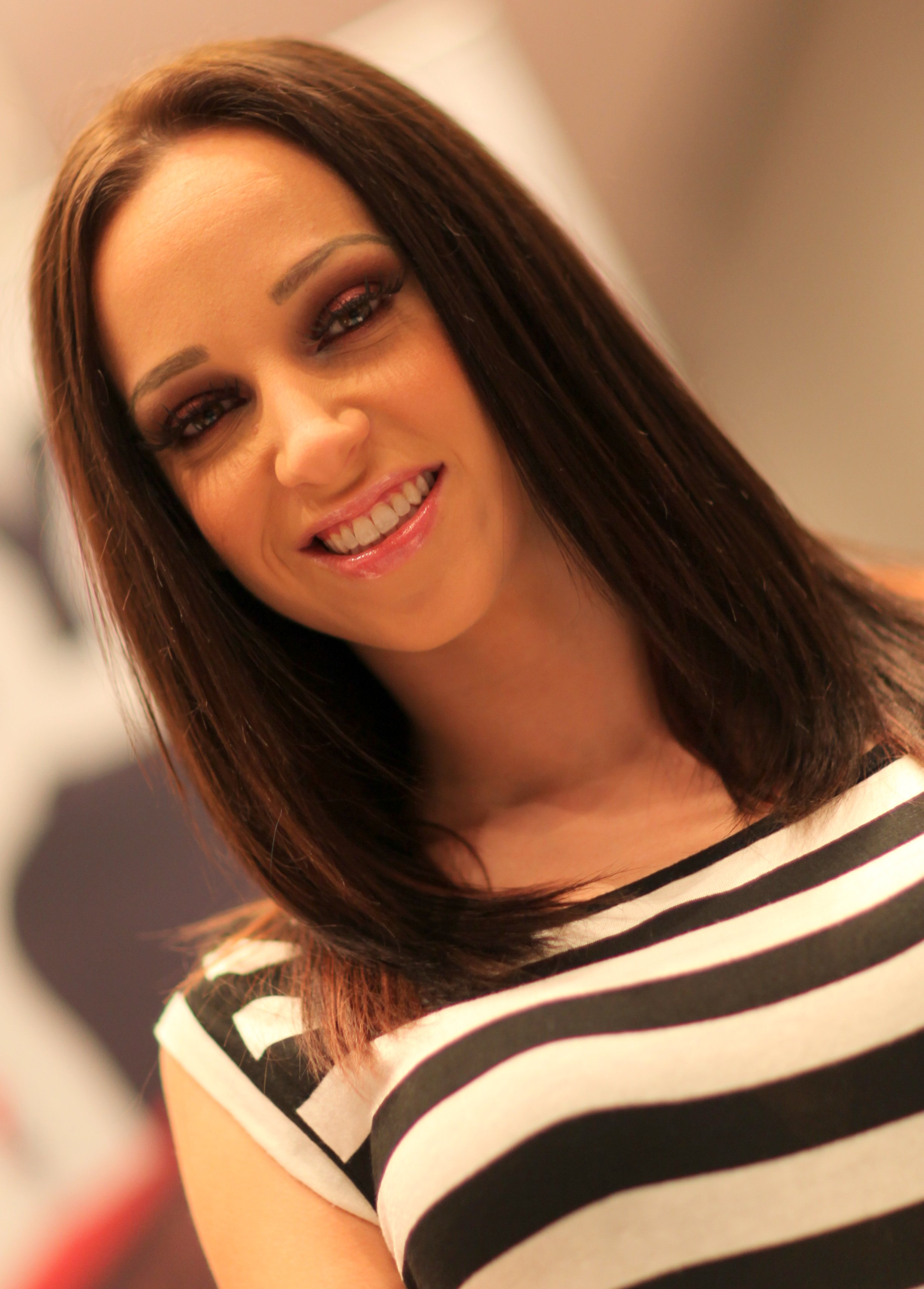
Джада Стівенс

| Рік  | Церемонія                 | Результат | Нагороди | Фільм                                   |
| ---- | ------------------------- | --------- | --- | --------------------------------------- |
| 2012 | AVN Award                 | Номінація | Best POV Sex Scene (з Mick Blue)                                                                                                 | Anal Workout                            |
| 2012 | AVN Award                 | Номінація | Best Three-Way Sex Scene (G/B/B) (з Toni Ribas & Mark Wood)                                                                      | What the Fuck! Big Tits, Bitches & Ass! |
| 2012 | AVN Award                 | Перемога  | Best Three-Way Sex Scene (G/G/B) (з Крістіною Роуз & Nacho Vidal)                                                                | Ass Worship 13                          |
| 2012 | Urban X Award             | Перемога  | IR Star of the Year | Н/Д                                     |
| 2013 | AVN Award                 | Номінація | Best Anal Sex Scene (з Mick Blue)                                                                                                | Big Wet Asses 20                        |
| 2013 | AVN Award                 | Номінація | Best POV Sex Scene (з Kevin Moore)                                                                                               | Tanlines                                |
| 2013 | AVN Award                 | Номінація | Best Tease Performance (з Аніккою Олбрайт)                                                                                       | Jada Stevens Is Buttwoman               |
| 2013 | AVN Award                 | Номінація | Best Three-Way Sex Scene (G/G/B) (з Аніккою Олбрайт & Erik Everhard)                                                             | Jada Stevens Is Buttwoman               |
| 2013 | AVN Award                 | Номінація | Виконавиця року | Н/Д                                     |
| 2013 | XCritic Fans Choice Award | Перемога  | Female Performer of the Year | Н/Д                                     |
| 2013 | XRCO Award                | Номінація | Female Performer of the Year | Н/Д                                     |
| 2013 | XRCO Award                | Номінація | Orgasmic Oralist | Н/Д                                     |
| 2013 | XRCO Award                | Номінація | Orgasmic Analist | Н/Д                                     |
| 2014 | AVN Award                 | Номінація | Best Double Penetration Sex Scene (з Prince Yahshua & Lexington Steele)                                                          | Lex Turns Evil                          |
| 2014 | AVN Award                 | Номінація | Best Group Sex Scene (з Erik Everhard, James Deen, Jon Jon, Mr. Pete, Prince Yahshua, Ramon Nomar, John Strong & Julius Ceazher) | Gangbanged 5                            |
| 2014 | AVN Award                 | Номінація | Best POV Sex Scene (з Kevin Moore)                                                                                               | The Hooker Experience                   |
| 2014 | AVN Award                 | Номінація | Best Three-Way Sex Scene — G/G/B (з Ремі Лакруа & Mr. Pete)                                                                      | Anal Corruption                         |
| 2014 | AVN Award                 | Номінація | Виконавиця року | Н/Д                                     |
| 2014 | XBIZ Award                | Перемога  | Best Scene — Vignette Release (з Kevin Moore)                                                                                    | The Hooker Experience                   |
| 2015 | AVN Award                 | Номінація | Best Anal Sex Scene (з Принцом Яшуа)                                                                                             | Up That White Ass 4                     |
| 2015 | AVN Award                 | Номінація | Best Girl/Girl Sex Scene (з Кейсі Калверт)                                                                                       | Dirty Panties 2                         |
| 2015 | AVN Award                 | Номінація | Best Solo/Tease Performance | Big Anal Asses                          |
| 2015 | AVN Award                 | Номінація | Best Three-Way Sex Scene — G/G/B (з Фенікс Марі і Лексінгтоном Стілом)                                                           | Lex the Impaler 8                       |
| 2015 | AVN Award                 | Номінація | Виконавиця року | Н/Д                                     |
| 2016 | AVN Award                 | Номінація | Найкраща сцена анального сексу (з Принцом Яшуа)                                                                                  | The Booty Movie                         |
| 2016 | AVN Award                 | Номінація | Найкраща сцена тріолізму — Ж/Ж/Ч (з Ешлі Фаєрс і Міком Блю)                                                                      | The Booty Queen                         |
| 2016 | XBIZ Awards               | Перемога  | Найкраща сцена сексу — All-Sex Release (з Веслі Пайпсом)                                                                         | Interracial and Anal                    |